# Bo Könberg
Bo Könberg (ur. 14 października 1945 w Sztokholmie) – szwedzki polityk, poseł do Riksdagu, w latach 1991–1994 minister.

## Życiorys
Pracował w administracji, zajmował się kwestiami mieszkalnictwa. Działacz Ludowej Partia Liberałów, był radnym regionu Sztokholm, w latach 1982–1991 przewodniczył frakcji radnych swojego ugrupowania. W administracji regionu odpowiadał za sprawy społeczne. W latach 1991–1994 pełnił funkcję ministra bez teki w rządzie Carla Bildta, zajmując się ubezpieczeniami społecznymi. W 1995 zasiadł w Riksdagu, mandat deputowanego wykonywał do 2005. Był przez kilka lat przewodniczącym klubu poselskiego liberałów. W latach 2006–2012 zajmował stanowisko gubernatora okręgu administracyjnego Södermanland. Od 2010 do 2015 był przewodniczącym rady szwedzkiej agencji emerytalnej Pensionsmyndigheten.